# Павчек, Тоне
Павчек, Тоне (словен. Pavček Tone, 29 сентября 1928, Шентюрий, Словения – 21 октября 2011, Любляна) — словенский поэт, прозаик и переводчик, детский писатель.

## Биография
Родился 29 сентября 1928 года в Шентюрий, в Нижней Крайне, где прожил до 16 лет. Выпускник классической гимназии в Любляне. В 1954 году пкончил юридический факультет Люблянского университета.

### Деятельность
Работал в периодической печати, на радио и телевидении. Впервые опубликовался в 1953 году издание «Стихи четырех» (вместе с Ц. Злобец, К. Кович, Я. Менарт). С 1963 по 1967 год руководил Молодежным театром в Любляне. Затем в 1972-1990 годах был главным редактором издательства «Цанкарьева заложба». С 1979 по 1983 год возглавлял Общество словенских писателей.
После провозглашения независимости Словении, с 1996 года был послом доброй воли UNICEF.
Скончался 21 октября 2011 года.

#### Переводческая деятельность
Переводил с русского, белорусского, грузинского, сербского и хорватского языков.
Переводил работы Анны Ахматовой, Пастернака, Марию Цветаеву, Блока, Маяковского, Есенина. Первая ахматовская публикация в Словении состоялась в 1961 году в переводе Павчека. Через два года он лично познакомился с поэтессой. Зимой 1963 года Павчек был приглашен в СССР по линии Союза писателей, где также познакомился с И. Бродским.